# 1650 na ciência

## Nascimentos
| Data | Nome          | Profissão                         | Nacionalidade | Observações | Ref |
| ---- | ------------- | --------------------------------- | ------------- | ----------- | --- |
| ??   | John Banister | botânico, entomologista e clérigo | Inglaterra    | m. 1692     |     |
| ??   | Thomas Savery | inventor                          | Inglaterra    | m. 1715     |     |

## Mortes
| Data            | Nome           | Profissão                     | Nacionalidade   | Observações | Ref |
| --------------- | -------------- | ----------------------------- | --------------- | ----------- | --- |
| 11 de fevereiro | René Descartes | filósofo, físico e matemático | Reino da França | n. 1596     |     |